# Ivan Šimček
Ivan Šimček (* 6. prosince 1954) je bývalý slovenský fotbalový útočník. Po skončení aktivní kariéry působí jako trenér v nižších soutěžích, např. v ŠK Aqua Turčianske Teplice, asistent a trenér mládeže.

## Fotbalová kariéra
V československé lize hrál za ZVL Žilina a Duklu Banská Bystrica, nastoupil ve 194 zápasech a vstřelil 24 branky (Žilina: 148 / 20, Banská Bystrica: 46 / 4).
V sezoně 1981/82 se stal nejlepším střelcem I. SNFL s 16 brankami.

## Ligová bilance
| Ročník                                      | Zápasy | Góly | Klub                  |
| ------------------------------------------- | ------ | ---- | --------------------- |
| 2. československá fotbalová liga 1974/75    | -      | -    | Dukla Banská Bystrica |
| 1. československá fotbalová liga 1977/78    | 28     | 4    | Dukla Banská Bystrica |
| 1. československá fotbalová liga 1978/79    | 18     | 0    | Dukla Banská Bystrica |
| 1. slovenská národní fotbalová liga 1979/80 | –      | 7    | ZVL Žilina            |
| 1. slovenská národní fotbalová liga 1980/81 | –      | 11   | ZVL Žilina            |
| 1. slovenská národní fotbalová liga 1981/82 | 29     | 16   | ZVL Žilina            |
| 1. československá fotbalová liga 1982/83    | 29     | 4    | ZVL Žilina            |
| 1. československá fotbalová liga 1983/84    | 21     | 6    | ZVL Žilina            |
| 1. československá fotbalová liga 1984/85    | 21     | 5    | ZVL Žilina            |
| 1. československá fotbalová liga 1985/86    | 26     | 0    | ZVL Žilina            |
| 1. československá fotbalová liga 1986/87    | 28     | 3    | ZVL Žilina            |
| 1. československá fotbalová liga 1987/88    | 23     | 2    | ZVL Žilina            |
| CELKEM 1. liga                              | 194    | 24   |                       |